# Snow jam
「snow jam」（スノージャム）は、日本のラッパー・Rin音の楽曲。配信限定シングルとして2020年2月19日に各音楽配信サービスにてリリースされた。

## リリース
プロデューサーにRhymeTubeを迎えた、自身初のウィンター・ソング。ミュージックビデオの監督は中江啓太が務めた。

## 収録曲
作詞：Rin音、作曲：Rin音・RhymeTube
1. snow jam

## チャート成績
ノンタイアップ曲ながら、TikTok等のSNSを起点に注目を集め、2020年3月19日付のSpotifyバイラルチャート「バイラルトップ50（日本）」で1位となったほか、各種配信チャートでも上位を記録。また、2020年5月4日付のBillboard JAPANストリーミング・チャートで最高位となる10位を記録した。

### 認定と売上
|                                | 認定 (RIAJ) | 売上/再生回数      |
| ------------------------------ | ----------- | ------------------ |
| ダウンロード                   | 未公表      | -                  |
| ストリーミング                 | ゴールド    | 100,000,000 回再生 |
| *認定のみに基づく売上/再生回数 |             |                    |

## テレビ披露
- 2020年6月19日放送 テレビ朝日系列 『ミュージックステーション』
- 2020年9月21日放送 TBS系列 『CDTV ライブ!ライブ!』
- 2020年11月15日放送 フジテレビ系列『Love music』
- 2020年12月22日放送 TBS系列『PLAYLIST』
- 2020年12月30日放送 TBS系列『第62回日本レコード大賞』
- 2020年12月31日放送 TBS系列 『CDTV ライブ!ライブ!年越しスペシャル 2020→2021』